# Пітайо темноспинний

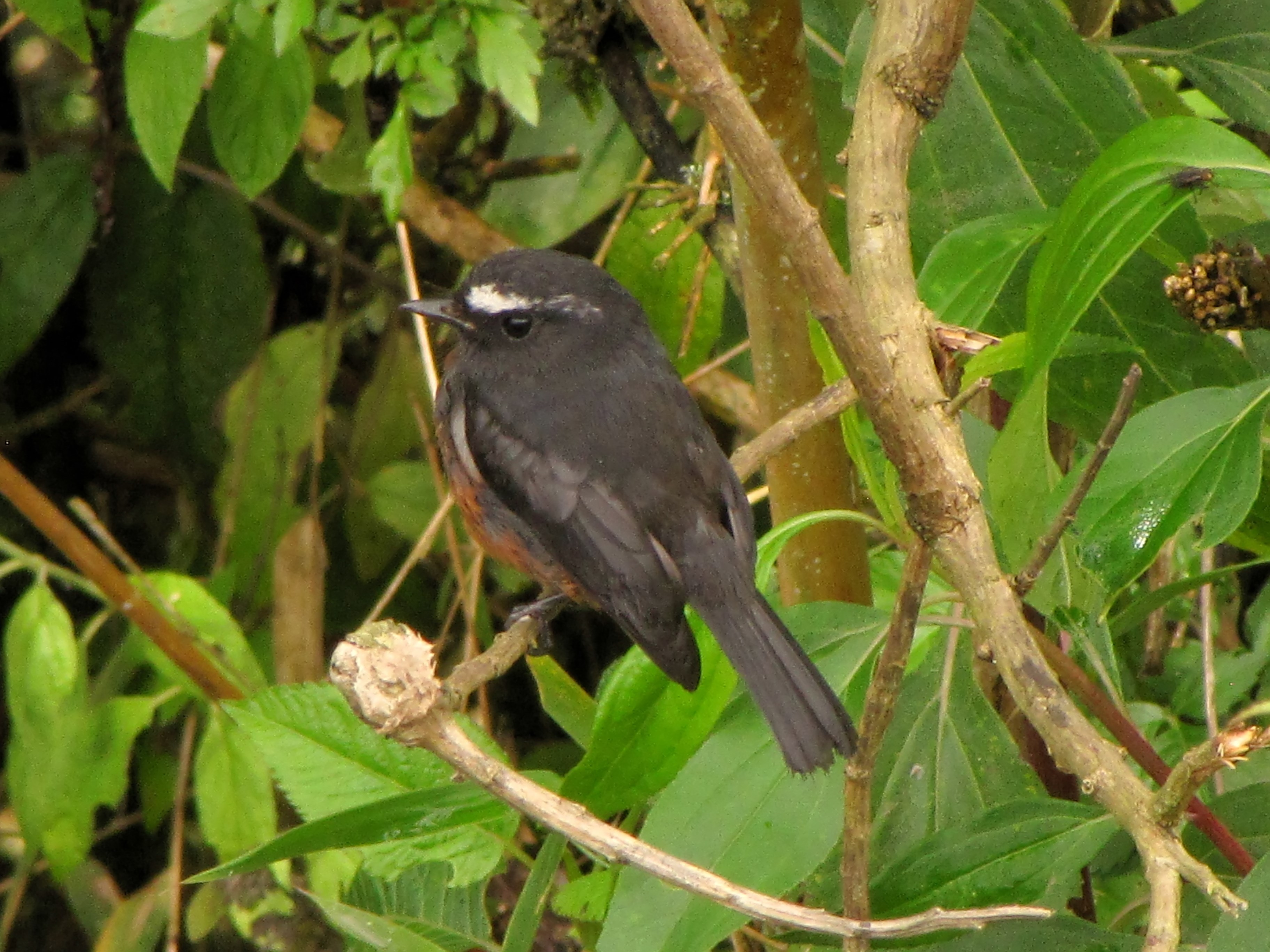
Темноспинний пітайо

Пітайо темноспинний (Ochthoeca cinnamomeiventris) — вид горобцеподібних птахів родини тиранових (Tyrannidae). Мешкає в Андах. Венесуельські і каштанововолі пітайо раніше вважалися конспецифічними з темноспинним пітайо.

## Опис
Довжина птаха становить 12,2 см. Голова, горло, верхня частина тіла, крила і хвіст чорнуваті. Над очима білі "брови". Нижня частина тіла рудувато-коричнева.

## Поширення і екологія
Темноспині пітайо мешкають в Андах на території Колумбії і Еквадору, а також на крайньому північному заході Венесуели (в штаті Тачира біля кордону з Колумбією) та на крайньому північному заході Перу (на кордоні П'юри і Кахамарки) Вони живуть у вологих гірських тропічних лісах Анд, поблизу річок і струмків. Зустрічаються на висоті від 1600 до 3000 м над рівнем моря, подекуди на висоті 900 м над рівнем моря.